# Rodrigo Antas
Rodrigo Antas (Rio de Janeiro, 24 de novembro de 1986) é um ator e dublador brasileiro. É mais conhecido por ser a voz oficial de Bart Simpson no Brasil desde 1997.
Por seu trabalho em Os Simpsons - o Filme, Rodrigo recebeu o Prêmio Yamato de Melhor Dublador de Coadjuvante.